# Tommy Tallarico
Tommy Tallarico est un musicien, designer sonore et compositeur de musique de jeu vidéo américain né le 18 février 1968 à Springfield dans le Massachusetts.
Il est à l'origine des musiques originales de la série Earthworm Jim ou encore des jeux Aladdin, Cool Spot, Spot goes to Hollywood, MDK , Demain ne meurt jamais, RoboCop versus The Terminator, The Bard's Tale et Bloodrayne. En tant que sound designer, il a travaillé sur des jeux tels que Messiah ou la série Unreal. Il est également cofondateur des séries de concerts du Video Games Live, et le propriétaire actuel de la marque Intellivision pour laquelle il a lancé le projet d'une console nommée "Amico" qui n'a à ce jour pas abouti.
Tallarico est entré dans le livre des records en 2008 pour avoir œuvré sur le plus grand nombre de jeux vidéo, avec désormais plus de 300 titres. Il a reçu plus de 50 récompenses pour ses bandes musicales ou sonores. La légitimité de certains de ses records, de même que son degré d'implication dans de nombreux projets auxquels il prétend avoir participé, sont toutefois débattus notamment par le vidéaste Hbomberguy.

## Biographie
Tommy Tallarico rejoint l'industrie du jeu vidéo en 1991. En 1992, sa bande sonore pour Global Gladiators est récompensée par VideoGames & Computer Entertainment. L'année suivante sa partition pour The Terminator est primée par divers magazines, tout comme Earthworm Jim l'année d'après. En cette année 1994 il fonde Tommy Tallarico Studios, société de production de musiques de jeux vidéo. L'année 1995 voit quant à elle les musiques de Earthworm Jim 2 et Skeleton Warriors récompensées.
En 2002, il rassemble différents acteurs de l'industrie vidéoludique pour fonder la Game Audio Network Guild, dont il assure encore aujourd'hui la présidence. Cette même année, il commence la production des émissions sur le jeu vidéo The Electric Playground et Reviews on the Run (en) qu'il écrit, coproduit et coprésente avec Victor Lucas. En 2005, sa partition orchestrale pour Advent Rising est nommée par la G.A.N.G et primée par IGN et Play.
En 2006, il quitte ses émissions pour se concentrer sur Video Games Live, une série de concerts consacrés à la musique de jeu vidéo qu'il a créé en 2005 avec Jack Wall. En 2008, son enregistrement à Abbey Road d'une compilation de musiques de jeux vidéo, Video Games Live: Volume One, est sacré Best Soundtrack Album par la G.A.N.G et IGN.
En 2012, il reçoit un prix pour l'ensemble de sa carrière à la Game Developers Conference, un des plus grands évènements de l'industrie du jeu vidéo réservé aux professionnels.
En 2018, il rachète la marque Intellivision et fonde la société Intellivision Entertainment, annonçant son intention de lancer une nouvelle console de jeux nommée "Amico", orientée vers un public familial et rendant hommage à la machine créée par Mattel quarante ans plus tôt,. Après plusieurs campagnes de financement participatif pour trouver des investisseurs dans son projet levant plus de 10 millions de dollars au total, le projet connaît de nombreuses difficultés et des retards répétés,. Il est également émaillé d'accusations d'escroquerie et de mensonges prononcés par Tallarico pour attirer des financements, et de comportements insultants et diffamatoires de sa part envers les critiques,.
En février 2022, il finit par lui-même quitter son poste de directeur général tout en restant membre du conseil d'administration et actionnaire majoritaire de l'entreprise. Quant au projet de l'Amico, il est entré en mars 2022 dans une "phase de silence" en interrompant les campagnes de financement alors en cours lancées par Tallarico mais était toujours actif à la fin de l'année 2022.

## Accusations d'affabulation
Le 17 novembre 2022, le vidéaste Hbomberguy publie une longue vidéo accusant Tommy Tallarico de grandement exagérer certains travaux ou exploits qu'il aurait accompli, en particulier de s'être approprié la création d'un son utilisé dans le jeu Roblox, à l'origine conçu par son studio pour le jeu Messiah et réutilisé sans autorisation par les développeurs Roblox. On y apprend notamment qu'il avance être le premier américain à avoir travaillé sur les jeux Sonic (ce qui est faux, son seul crédit étant sur Sonic et le Chevalier noir), qu'il dit posséder sept Guinness World Records (seulement deux sont référencés sur le site officiel de Guinness), et d'autres faits exagérés voire complètement inventés. La vidéo reçoit une certaine attention et relancera l'attention du public sur la personnalité de Tommy Tallarico.

## Vie personnelle
Tommy Tallarico prétend être le cousin de Steven Tyler, le chanteur et leader du groupe Aerosmith. En 2002, sa musique est utilisée par le groupe lors de la tournée internationale Girls of Summer.